# José Manuel Estepa Llaurens
José Manuel Estepa Llaurens   (Andújar, 1 de gener de 1926 - Madrid, 21 de juliol de 2019) fou un cardenal espanyol que serví com a bisbe castrense d'Espanya.

## Biografia
Cursà estudis de filosofia a la Pontifícia Universitat de Salamanca i de teologia a la Pontifícia Universitat Gregoriana de Roma.

### Prevere
Va ser ordenat prevere el 27 de juny de 1954. Es diplomà en Pastoral Catequètica per l'Institut Catòlic de París el 1956. El 1971 va ser escollit consultor de la congregació per al Clergat.

### Bisbe i arquebisbe
Va ser consagrat bisbe el 15 d'octubre de 1972 com a bisbe titular de Tisili i bisbe auxiliar de Madrid pel cardenal Tarancón. Exercí durant onze anys com a rector del Seminari, encarregat de la pastoral universitària, vicari general pel Sud (actual bisbat de Getafe) i del corredor de Guadalajara (actual bisbat d'Alcalá de Henares). Va ser secretari del IV Sínode de Bisbes celebrat a Roma el 1977.
El 1978 va ser escollit membre de la congregació per al Clergat. Ha estat vinculat especialment al tema de l'ensenyament i la catequesi. Ha presidit la Subcomissió Episcopal de Catequesi entre 1981 i 1998 a la Conferència Episcopal Espanyola.
El 30 de juliol de 1983 va ser nomenat vicari general castrense i arquebisbe de Velebusdo. Va ser membre del Consell de Bisbes Castrense (organisme de la Congregació per als Bisbes) entre 1984 i 1997. Més tard va ser traslladat a la seu titular d'Itàlica. D'ençà de 1986, en canviar el règim jurídic dels vicariats castrenses, és l'Arquebisbe castrense d'Espanya. Va ser membre de la Comissió de sis bisbes que redactaren el catecisme de l'Església Catòlica, sent ell el responsable de la versió i de l'edició en llengua espanyola.
Fou redactor principal del directori general de la Santa Seu per a la catequesi i encarregat de la versió i edició espanyola del Compendi del catecisme de l'Església Catòlica. Nomenat pare sinodal per designació directa del Papa al Sínode de Bísbes per a Europa (1991). El 2003 va tornar a ser elegit membre del Consell de Bisbes Castrenses per a un quinquenni.
El 30 d'octubre de 2003 s'acceptà la seva renúncia per motius d'edat, passant a assistir religiosament els militars veterans com a consiliari de la "Real Hermandad de Veteranos de las Fuerzas Armadas y de la Guardia Civil" (Reial Germandat de Veterans de les Forces Armades i de la Guàrdia Civil). A més, fins al 2013 va ser Gran Prior de la Lloctinència de l'orde del Sant Sepulcre de Jerusalem per a l'Espanya Occidental.

### Cardenal
El Papa Benet XVI l'elevà al Col·legi de Cardenals al consistori del 20 de novembre de 2010, assignant-li el títol de Cardenal-Prevere de San Gabriele Arcangelo all'Acqua Traversa.
Va morir el 21 de juliol de 2019, a l'edat de 93 anys.